# Saniat Berguig
Saniat Berguig  (in arabo سانية بركيك‎?) è un centro abitato e comune rurale del Marocco situato nella provincia di Sidi Bennour, regione di Casablanca-Settat. Conta una popolazione di 28 854 abitanti (censimento 2014).